# Flemming Rasmussen
Flemming Rasmussen (nascido em 1958) é um engenheiro dinamarquês, produtor e proprietário e fundador da Sweet Silence Studios, em Copenhague, na Dinamarca.

## Biografia
Ao longo de sua carreira, ele trabalhou principalmente com o estilo musical heavy metal, fazendo sua principal reputação como o engenheiro e co-produtor dos famosos álbuns "Ride the Lightning" (1984), "Master of Puppets" (1986) e "...And Justice for All" (1988) da banda Metallica . Atualmente, Flemming está trabalhando com uma banda norueguesa de Thrash Metal chamada Tantara em seu álbum de estreia.

## ... And Justice For All
Enquanto ele recebeu elogios da crítica para as duas primeiras, o álbum "...And Justice for All" teve uma recepção mista, principalmente devido a uma forte sugestão da falta de um baixo audível e uma produção simples em excesso. Logo após este episódio em sua carreira, nunca mais trabalhou com a banda. Independentemente da recepção do álbum, Lars Ulrich, baterista do Metallica, dizia pular de alegria, logo depois que o álbum foi gravado, pois via neste trabalho o álbum que sempre quis fazer. O álbum vendeu mais de 8 milhões de cópias nos Estados Unidos.

## Álbuns Produzidos
É responsável pela produção dos seguintes álbuns:
- "Ride the Lightning" (1984), "Master of Puppets" (1986) e "...And Justice for All" (1988) por Metallica
- "By Inheritance" (1990) da banda Artillery
- "Covenant" (1993) da banda Morbid Angel[2]
- "Imaginations from the Other Side" (1995), "The Forgotten Tales" (1996) e "Nightfall in Middle-Earth" (1998) da banda Blind Guardian[3]
- "Iron" (2001) da banda Ensiferum
- "Based on Evil" (2012) da banda Tantara

## Curiosidades
- Rasmussen ganhou um Grammy por produzir "One" do Metallica em 1989, reconhecido no prêmio "Best Metal Performance".
- Mais tarde, em 1994, o Grammy Dinamarquês reconheceu-o como produtor do ano por seu trabalho em "Sort Sol's Glamourpuss".
- Mais recentemente, Rasmussen trabalhou com Evile em sua estreia "Enter the Grave", em 2007.